# 中央银行旧址 (重庆)

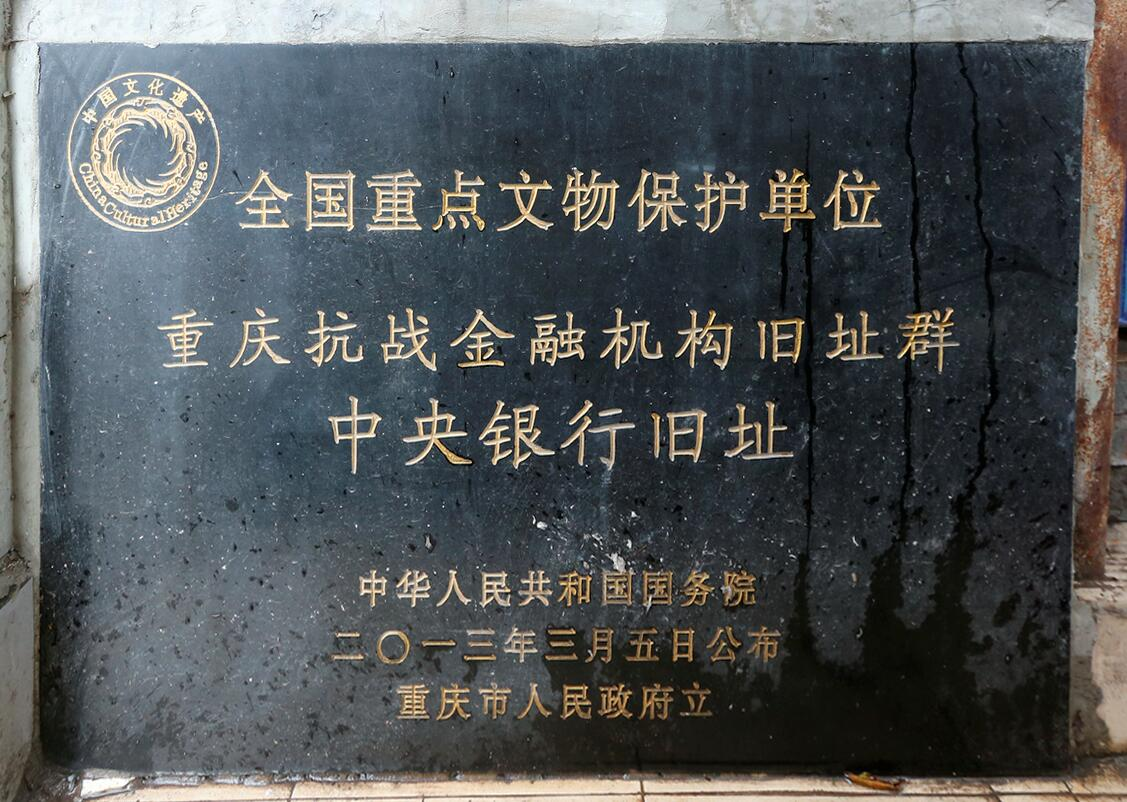
国保碑

中央银行旧址位于中国重庆市渝中区道门口9号，原为抗战时期中华民国中央银行所在地。2013年作为“重庆抗战金融机构旧址群”之一被列为第七批全国重点文物保护单位。